# Piaski (województwo lubuskie)
Piaski – wieś w Polsce, położona w województwie lubuskim, w powiecie zielonogórskim, w gminie Świdnica.
W latach 1975–1998 miejscowość położona była w województwie zielonogórskim.
We wsi znajduje się kościół pw. Matki Bożej Rokitniańskiej. 